# Ugyops percheronii
Ugyops percheronii är en insektsart som beskrevs av Gutrin-mtneville 1834. Ugyops percheronii ingår i släktet Ugyops och familjen sporrstritar. Inga underarter finns listade i Catalogue of Life.